# فادا (طعام)
الفادا أو فادا بف اكلة هندية لذيذة تتكون من :
- بطاط
- كزبرة
- زنجبيل
- ثوم
- فلفل اخضر
- ملح
- فلفل احمر حار
- زيت نباتي
- دقيق الحمص
- ملعقة النشاء
- كركم
- وهي عبارة عن بطاطا مهروسة مقلية وغالبا ما تقدم مع صلصة أو تقدم على شكل ساندويتش.